# J. D. Tippit
J. D. Tippit, ameriški policist * 18. september 1924 Annona, Teksas, ZDA † 22. november 1963 Dallas, Teksas, ZDA.
Tippit je bil 11 let član policijske uprave v Dallasu. 22. novembra 1963, na dan atentata na ameriškega predsednika Johna F. Kennedyja, je Tippit iskal osumljenca napada. Med nalogo ga je, približno 45 minut po Kennedyjevem atentatu, v stanovanjski soseski v predelu Oak Cliff v Dallasu ustrelil Lee Harvey Oswald. Tippit je pozneje zaradi poškodb streljanja umrl. Oswald je bil prvotno aretiran zaradi umora Tippita, nato pa je bil aretiran zaradi umora predsednika Kennedyja. Oswald je bil obtožen obeh kaznivih dejanj kmalu po aretaciji, a ga je dva dni kasneje ubil Jack Ruby.

## Življenjepis
J. D. Tippit se je rodil 18. septembra 1924 v Annoni v Teksasu. Bil je sin kmetov Edgarja Leeja Tippita in Lizzie Mae Rush. Kljub domnevam, da je bilo njegovo ime "Jefferson Davis", okrajšava dejansko ni imela posebnega pomena. V vojsko Združenih držav se je vpisal 21. julija 1944 in bil vključen v 513. padalski pehotni polk 17. letalske divizije. Boril se je v operaciji Varsity in letalskem preletu reke Ren marca 1945. Odlikovan je bil z bronasto zvezdo ter ostal v aktivni službi do 20. junija 1946.
26. decembra 1946 se je Tippit poročil z Marie Frances Gaswat in z njo je imel tri otroke. 
Tippit je opravljal je več različnih delovnih mest, med drugim je bil kmet in rančer, 28. julija 1952 pa se je zaposlil na policiji v Dallasu kot policijski častnik. V času, ko je delal na policijski postaji v Dallasu, je bil Tippit dvakrat nagrajen za njegov pogum. Kot dallaški policist prejemal mesečno plačo 490 dolarjev, kar je enako 4877 dolarjev v letu 2023. Do leta 1963 je imel policijski avto št. 10.
22. novembra 1963 je bil Tippit na rutinski patrulji v Oak Cliffu, stanovanjski soseski v Dallasu. Ob 12:45, petnajst minut po atentatu na predsednika Johna Kennedyja, je prejel radijski ukaz, naj se odpravi v osrednjo regijo Oak Cliff kot del policijskih nadzorov v središču mesta. Ob 12:54 je Tippit sporočil, da je opravil naročilo. Do takrat je bilo poslanih več sporočil, ki so opisovale osumljenca atentata: belega moškega, starega okoli 30 let, visokega 1,78 m in težkega okoli 75 kg.
Ob 13:13 je Tippit počasi vozil po 10. ulici v Oak Cliffu, ko se je v bližini križišča 10. in Patton Avenue ustavil ob Leeju Harveyju Oswaldu, ki je hodil po pločniku v isti smeri. Oswalda, ki je ustrezal opisu osumljenca, je Tippit poklical skozi odprto okno, ta pa je stopil do avta in se skozi okno pogovarjal s Tippitom. Tippit je zatem odprl leva stranska vrata in začel hoditi okoli prednjega dela avtomobila proti Oswaldu. Ko je hodil mimo prednjih koles na sprednji strani, je Oswald izvlekel svoj revolver in izstrelil več strelov. Trije naboji so zadeli Tippita v prsni koš, in ko je ležal na tleh, ga je Oswald še enkrat ustrelil v desni tempelj ter pobegnil iz kraja dogodka. Streljanju in trenutkom po njem je bilo priča večljudi. Domingo Benavides je videl Tippita, ki je stal blizu vrat njegovega parkiranega policijskega avtomobila, Oswald pa je ostal blizu desne strani avtomobila. Ko je zaslišal strele in videl Tippita padati, je ustavil svoj tovornjak čez cesto, poleg Tippitovega avtomobila. Nato je opazoval, kako je Oswald zapustil prizorišče in med hojo odstranil prazne naboje iz svojega revolverja. Potem ko je počakal v svojem vozilu, dokler Oswald ni izginil iz kraja dogodka, je Benavides stekel proti nezavestnemu Tippitu in, ko ga je videl na videz mrtvega, streljanje prijavil policijski postaji prek radia policijskega avtomobila. Nezavestnega Tippita so pripeljali v Medototično bolnišnico, kjer je ob 13:25 podlegel strelnim ranam in umrl.
Tippitov pogreb je potekal 25. novembra 1963 v cerkvi Beckley Hills, pokopali pa so ga v spominskem parku Laurel Land v Dallasu.